# Venera 6
Venera 6 (tiếng Nga: Венера-6 có nghĩa là Sao Kim 6), hoặc 2V (V-69) No.331, là một tàu vũ trụ của Liên Xô, được phóng về phía sao Kim để có được dữ liệu khí quyển. Nó có khối lượng khô trên quỹ đạo 1.130 kg (2.490 lb).
Tàu vũ trụ rất giống với Venera 4 mặc dù nó là một thiết kế mạnh hơn. Khi tiếp cận khí quyển của sao Kim, một viên nang với khối lượng 405 kg (893 lb) đã bị ném ra khỏi phi thuyền chính. Viên nang này chứa các dụng cụ khoa học.
Trong thời gian đi xuống bề mặt của sao Kim, một chiếc dù được mở để làm chậm tốc độ đi xuống. Trong 51 phút vào ngày 17 tháng 5 năm 1969, trong khi viên nang bị treo trên dù, dữ liệu từ bầu không khí sao Kim đã được trả lại tàu chính. Nó đáp xuống vị trí 5°S 23°E.
Tàu vũ trụ cũng mang theo một huy chương mang Huy hiệu Nhà nước của Liên bang Xô viết và một bức phù điêu của Lenin đến nửa tối của sao Kim.
Với kết quả từ Venera 4, các tàu hạ cánh Venera 5 và Venera 6 chứa các thí nghiệm phân tích hóa học mới được điều chỉnh để cung cấp các phép đo chính xác hơn về các thành phần của khí quyển. Biết được bầu không khí sao Kim đặc biệt dày đặc, chiếc dù cũng được làm nhỏ nên viên nang sẽ đạt đến độ sâu bị nghiền nát hoàn toàn trước khi nó hết năng lượng điện (như Venera-4 đã làm).